# Sugemærke
Et sugemærke er ansamlinger af blod under huden, der forekommer, når der bliver suget kraftigt typisk på halsen eller armene. Ved det kraftige sug ødelægges blodkarene, og der ansamles blod under huden som ved et blåt mærke. Af æstetiske årsager vil en person med sugemærker ofte forsøge at skjule disse. Det kan gøres med makeup, trøjer med rullekrave eller tørklæder[kilde mangler].